# Analanjirofo
Analanjirofo é uma região de Madagáscar localizada na província de Toamasina. Sua capital é a cidade de Fénérive Est. Possui população estimada de 860.800 (2004) e área de 21.930 km².

## Admininstração
- 1. Distrito de Fénérive Est - capital:Fénérive Est
- 2. Distrito de Mananara Nord - capital: Mananara Nord
- 3. Distrito de Maroantsetra - capital: Maroantsetra
- 4. Distrito de Sainte-Marie
- 5. Distrito de Soanierana Ivongo - capital: Soanierana Ivongo
- 6. Distrito de Vavatenina -  capital: Vavatenina